# Communauté de communes des Plaines et Vallées dunoises
La communauté de communes des Plaines et Vallées dunoises est une ancienne communauté de communes française, située dans le département d'Eure-et-Loir et la région Centre-Val de Loire. Elle a été fusionnée au sein de la communauté de communes du Grand Châteaudun.

## Compétences
- Aménagement de l'espace
  - Constitution de réserves foncières (à titre obligatoire)
  - Plans locaux d'urbanisme (à titre facultatif)
  - Schéma de cohérence territoriale (SCOT) (à titre obligatoire)
- Autres
  - Études liées à d'éventuelles prises de compétences ultérieures
  - Infrastructure de télécommunication (téléphonie mobile...) (à titre facultatif)
  - Technologies de l'information et de la communication (Internet, câble...) (à titre facultatif)
- Développement et aménagement économique
  - Action de développement économique (Soutien des activités industrielles, commerciales ou de l'emploi, soutien des activités agricoles et forestières...) (à titre obligatoire)
  - Création, aménagement, entretien et gestion de zone d'activités industrielle, commerciale, tertiaire, artisanale ou touristique (à titre obligatoire)
  - Tourisme (à titre obligatoire)
- Développement et aménagement social et culturel
  - Activités culturelles ou socioculturelles (à titre facultatif)
  - Activités périscolaires (à titre facultatif)
  - Activités sportives (à titre facultatif)
  - Construction ou aménagement, entretien, gestion d'équipements ou d'établissements culturels, socioculturels, socioéducatifs, sportifs (à titre optionnel)
  - Établissements scolaires (à titre optionnel)
- Énergie
  - Eau (Traitement, adduction, distribution) (à titre facultatif)
  - Hydraulique (à titre facultatif)
- Environnement
  - Assainissements collectif et non collectif (à titre facultatif)
  - Collecte et traitement des déchets des ménages et déchets assimilés (à titre optionnel)
  - Protection et mise en valeur de l'environnement (à titre optionnel)
- Logement et habitat - Politique du logement social (à titre optionnel)
- Voirie
  - Création, aménagement, entretien de la voirie (à titre optionnel)
  - Signalisation (à titre facultatif)

## Historique
- 31 décembre 2016 : fusion de la communauté de communes avec deux autres pour former la communauté de communes du Grand Châteaudun
- 6 juin 2005 : transfert du siège de la communauté de communes
- 16 décembre 2004 : création de la communauté de communes

## Composition
Elle était composée des communes suivantes, toutes du canton de Châteaudun.
| Nom                           | Code Insee | Gentilé      | Superficie (km2) | Population (dernière pop. légale) | Densité (hab./km2) |
| ----------------------------- | ---------- | ------------ | ---------------- | --------------------------------- | ------------------ |
| Donnemain-Saint-Mamès (siège) | 28132      | Mamésiens    | 12,78            | 704 (2014)                        | 55                 |
| Civry                         | 28101      |              | 17,89            | 354 (2014)                        | 20                 |
| Conie-Molitard                | 28106      | Moliconays   | 15,17            | 386 (2014)                        | 25                 |
| Logron                        | 28211      | Logronais    | 22,64            | 582 (2014)                        | 26                 |
| Lutz-en-Dunois                | 28224      |              | 27,48            | 436 (2014)                        | 16                 |
| Marboué                       | 28233      | Marbouésiens | 26,56            | 1 104 (2014)                      | 42                 |
| Moléans                       | 28256      | Moléanais    | 11,09            | 472 (2014)                        | 43                 |
| Ozoir-le-Breuil               | 28295      | Oratoriens   | 22,30            | 453 (2014)                        | 20                 |
| Saint-Christophe              | 28329      |              | 6,13             | 147 (2014)                        | 24                 |
| Saint-Cloud-en-Dunois         | 28330      |              | 8,78             | 237 (2014)                        | 27                 |
| Thiville                      | 28389      | Thivillois   | 27,80            | 354 (2014)                        | 13                 |
| Villampuy                     | 28410      |              | 16,71            | 342 (2014)                        | 20                 |